# Hydriomena picturata
Hydriomena picturata là một loài bướm đêm trong họ Geometridae.